# Économie de communion
 (août 2019).
L'économie de communion est un courant économique lancé en 1991 par le mouvement des Focolari. Elle s'inscrit dans la lignée de la doctrine sociale de l'Église catholique et proche du courant de l'économie sociale et solidaire. L'économie de communion privilégie la relation interpersonnelle et vise à mettre en œuvre le don dans les relations économiques. C'est à la fois une philosophie que peuvent suivre les dirigeants d'une entreprise et un projet de société.

## Origine
En 1991, Chiara Lubich, la fondatrice du Mouvement des Focolari, en visite au Brésil, constate que les pratiques de partage des membres du mouvement ne suffisent pas aux besoins des personnes animées par un esprit de fraternité ; elle propose de créer ou de développer des entreprises qui partageront une part de leurs bénéfices, et donneront la priorité à la relation, tendant à la réciprocité et à la communion.
Le 31 mai 1999, Chiara Lubich prononce un discours au Conseil de l'Europe à Strasbourg sur le thème : Entre société marchande et société solidaire, vers quelle économie socialement responsable ? pour « y exposer une nouvelle praxis en économie, connue sous le nom d'économie de communion. »

## Évolution
En France, surtout après un colloque à l'Unesco en 2001, des chefs d’entreprises de diverses sensibilités ont rejoint cette initiative. L’Unesco a également inscrit dans son programme Most (initiatives sociales) le colloque du 2 février 2008 Du microcrédit à l’économie de communion, des valeurs pour l’économie.
Sur le plan universitaire, l'Économie de communion a fait l'objet de nombreux travaux universitaires, notamment à l'Institut universitaire Sophia dirigé par le recteur Piero Coda (it). Plus de 300 mémoires et thèses ont été soutenus à ce sujet.
Les entreprises qui choisissent expressément de reverser une partie de leurs bénéfices pour aider les plus démunis ont permis à une ONG internationale basée en Italie de redistribuer en 2014 plus de 1 300 000 euros.

## L'économie de communion dans l'économie de marché
L’économie de communion s’inscrit, de fait, dans la tradition italienne de « l’économie civile » qui commença à être pratiquée dans les communes italiennes au Moyen Âge, qui reçut ses fondements théoriques à Naples au XVIIIe siècle par le Père Antonio Genovesi, et qui représente toujours un courant au sein des économistes italiens. L'économie civile promeut un marché qui met la personne au centre de l’économie. Sur ce marché, les interactions des agents doivent conduire à des avantages mutuels dans l’intérêt du bien commun.
Comme l’économie civile, l’économie de communion est une économie de marché : liberté d’entreprendre, liberté de commercer, liberté de consommer, liberté d’épargner et d’investir, liberté de circulation pour les personnes, les biens, les services et les informations. Mais elle se veut un « antidote à la société de marché ». Néanmoins, l'économie de communion est fondée sur des principes anthropologiques différents de ceux de l’économie libérale posés par Adam Smith au XVIIIe siècle. Elle se base sur une anthropologie chrétienne dont les principales sources sont le réalisme philosophique aristotélicien et la doctrine sociale de l’Église Catholique.

## Les principes de l'économie de communion
L’Économie de communion est un courant économique international qui souhaite privilégier la relation interpersonnelle. La relation entre les acteurs économiques, de ce fait, prime sur les intérêts mercantiles et la recherche du profit n'apparaît plus centrale.
L’économie de communion considère que l’entreprise doit être avant tout un instrument et un lien d’inclusion et de communion. Dans une entreprise, la phase d'élaboration et de production des biens et/ou des services, entre salariés mais aussi en externe dans les discussions avec les sous-traitants, appartient au champ de la réflexion et « c’est au moment même où elle produit des richesses (et non pas après) qu’elle s’occupe aussi de redistribuer ces richesses, et s’occupe donc de justice »,.
Contrairement à l'idée libérale de la « main invisible » qui régulerait l'économie, encadrée par le contrat, l’approche développée par l’économie de communion met l'accent sur les relations. L’économie est un lieu de relations qui est propice à la pratique de la vertu et à la recherche du bien commun (et non à simple recherche de l’intérêt général qui serait la somme des intérêts individuels).
« Si la liberté grandit avec le don, c’est une économie d’échange et de réciprocité qui se dessine, dont le marché, avec ses propres règles d’échanges, n’est qu’un cas particulier ». En cela, elle se distingue de l’économie libérale[réf. nécessaire].